# Разделителна способност (монитор)
Вижте пояснителната страница за други значения на Разделителна способност.
Разделителна способност (често се употребяват също думите резолюция от английски и разрешение от руски) на монитор (дисплей) или на телевизионен приемник е броят точки (пиксели), които могат да се изобразят в хоризонтална и вертикална посока.
Разделителната способност се измерва в пиксели – брой точки, наредени по хоризонтала и вертикала, и е основен показател за качеството за възпроизвеждане на реалистично изображение. Например когато един монитор/телевизор е обозначен като HD Ready, то той има 1024 пиксела/точки по хоризонтала и 768 точки по вертикала. Друг широко използван начин за обозначение на резолюция е 1920x1080, където числото от ляво на 'x' е броят точки по хоризонтал, а числото в дясно е броят точки по вертикала. От тази основна характеристика на монитора, в комбинация с плътността на пикселите (DPI), зависи детайлността, „гладкостта“ (зърнистостта) на картината, а оттам и общото качество на възпроизвеждания образ.
Отношението на броя на пикселите по хоризонтала и вертикала определя пропорцията на монитора. Най-често те са в пропорция 4:3 или 16:9. Примерно 640×480, 1024×768 и 1600×1200, 2048×1536 са разделителни способности на монитори с нормален формат 4:3.
При широкоформатните монитори (16:9) отношението често е 852×480 (Standard Definition), 1366×768 (HD Ready) или 1920×1080 (Full HD). Съкращението HD идва от High Definition TV (HDTV). Разделителната способност при формата Full HD е 1920×1080, а при 4K – 3840x2160 пиксела.

## Компютърни монитори

### Еволюция на стандартите
Много персонални компютри, въведени в края на 70-те и 80-те години на миналия век, са проектирани да използват телевизионни приемници като устройства за показване, което прави резолюциите зависими от използваните телевизионни стандарти, включително PAL и NTSC. Размерите на картината обикновено са били ограничени, за да се осигури видимостта на всички пиксели в основните телевизионни стандарти и широката гама от телевизори с различни количества оразмеряване. Следователно действителната чертаема площ на картината е била малко по-малка от целия екран и обикновено е била заобиколена от статично оцветена рамка (вижте изображението вдясно). Също така сканирането с преплитане обикновено е пропускано, за да се осигури по-голяма стабилност на картината, като ефективно намалява наполовина текущата вертикална разделителна способност. 160×200, 320×200 и 640×200 на NTSC са били относително често срещани разделителни способности в епохата (224, 240 или 256 линии на сканиране също са често срещани). В света на IBM PC тези резолюции започнали да се използват от 16-цветни EGA видео карти.
Един от недостатъците на използването на класически телевизор е, че разделителната способност на дисплея на компютъра е по-висока, отколкото телевизорът може да декодира. Chroma разделителната способност за NTSC/PAL телевизори е ограничена с честотна лента до максимум 1,5 MHz или приблизително 160 пиксела широчина, което довежда до замъгляване на цвета за сигнали с ширина 320 или 640 и направи текст труден за четене (вижте примерното изображение по-долу). Много потребители са надстроени до телевизори с по-високо качество със S-Video или RGBI входове, които помагат за премахване на цветното замъгляване и създаване на по-четливи дисплеи. Най-ранното и най-евтино решение на проблема с цветността е предложено във видео компютърната система Atari 2600 и Apple II+, като и двете са предлагали възможност за деактивиране на цвета и преглед на наследствен черно-бял сигнал. На Commodore 64 GEOS отразява метода на Mac OS за използване на черно-бяло за подобряване на четливостта.
Разделителната способност 640×400i (720×480i с деактивирани граници) е въведена за първи път от домашни компютри като Commodore Amiga и по-късно Atari Falcon. Тези компютри използват преплитане за увеличаване на максималната вертикална разделителна способност. Тези режими са подходящи само за графики или игри, тъй като трептящото преплитане затруднява четенето на текст в текстов процесор, база данни или софтуер за електронни таблици. (Съвременните игрови конзоли решават този проблем, като предварително филтрират видеото 480i до по-ниска разделителна способност. Например, Final Fantasy XII страда от трептене, когато филтърът е изключен, но се стабилизира, след като филтрирането се възстанови. Компютрите от 80-те години на миналия век нямат достатъчно мощност за стартиране на подобен софтуер за филтриране.)
Предимството на 720×480i компютър с оразмеряване става лесен интерфейс с преплетено телевизионно производство, което довежда до разработването на видео тестер на Newtek. Това устройство подпомага Amigas да се използва за създаване на CGI в различни новинарски отдели (например: метеорологични наслагвания), драматични програми като SeaQuest на NBC, The Babylon 5 на Световната банка.
В света на компютрите вградените графични чипове на IBM PS/2 VGA (многоцветни) използват неразплетена (прогресивна) цветова разделителна способност 640×480×16, която е по-лесна за четене и по този начин по-полезна за офис работа. Това е стандартната разделителна способност от 1990 г. до около 1996 г. Стандартната разделителна способност беше 800×600 до около 2000 г. Microsoft Windows XP, издадена през 2001 г., която е проектирана да работи с минимум 800×600, въпреки че е възможно да се избере оригиналните 640×480 в прозореца Разширени настройки.
Програмите, предназначени да имитират по-стар хардуер, като Atari, Sega или Nintendo игрови конзоли (емулатори), когато са свързани към мултисканиращи CRT, рутинно използват много по-ниски резолюции, като 160×200 или 320×400 за по-голяма автентичност, въпреки че други емулатори са се възползвали на разпознаване на пикселизацията върху кръг, квадрат, триъгълник и други геометрични характеристики на по-малка разделителна способност за по-мащабно векторно изобразяване. Някои емулатори при по-високи резолюции могат дори да имитират решетката на блендата и сенчестите маски на монитори с електронно-лъчева тръба.
През 2002 г. 1024×768 разширен графичен масив е най-често срещаната разделителна способност на дисплея. Много уеб сайтове и мултимедийни продукти са преработени от предишния формат 800×600 до оформления, оптимизирани за 1024×768.
Наличието на евтини LCD монитори прави разделителната способност на екрана 5∶4 от 1280×1024 по-популярна за настолни компютри през първото десетилетие на 21-ви век. Много потребители на компютри, включително потребители на CAD, графични художници и играчи на видеоигри, пускат компютрите си с разделителна способност 1600×1200 (UXGA) или по-висока, като 2048×1536 QXGA, ако имат необходимото оборудване. Други налични резолюции включват аспекти с извънгабаритни размери като 1400×1050 SXGA+и широки аспекти като 1280×800 WXGA, 1440×900 WXGA+, 1680×1050 WSXGA+и 1920×1200 WUXGA; мониторите, изградени по стандарта 720p и 1080p, също не са необичайни сред домашните медии и плейъри на видеоигри, поради перфектната съвместимост на екрана с изданията на филми и видеоигри. Нова повече от HD резолюция от 2560×1600 WQXGA е пусната в 30-инчови LCD монитори през 2007 г.
През 2010 г. 27-инчови LCD монитори с резолюция 2560×1440 са пуснати от множество производители, а през 2012 г. Apple представя 2880×1800 дисплей на MacBook Pro. Панелите за професионална среда, като медицинска употреба и контрол на въздушното движение, поддържат резолюции до 4096×2160 (или, по-подходящо за контролните зали, 1∶1 2048×2048 пиксела).

### Стандартни разделителни способности на мониторите
| Стандарт | Съотношение | Ширина (пиксели) | Височина (пиксели) | Мегапиксели |
| -------- | ----------- | ---------------- | ------------------ | ----------- |
| nHD      | 16:9        | 640              | 360                | 0.230       |
| SVGA     | 4:3         | 800              | 600                | 0.480       |
| XGA      | 4:3         | 1024             | 768                | 0.786       |
| WXGA     | 16:9        | 1280             | 720                | 0.922       |
| WXGA     | 16:10       | 1280             | 800                | 1.024       |
| SXGA     | 5:4         | 1280             | 1024               | 1.311       |
| HD       | ≈16:9       | 1360             | 768                | 1.044/1.049 |
| WXGA+    | 16:10       | 1440             | 900                | 1.296       |
| N/A      | 16:9        | 1536             | 864                | 1.327       |
| HD+      | 16:9        | 1600             | 900                | 1.440       |
| WSXGA+   | 16:10       | 1680             | 1050               | 1.764       |
| FHD      | 16:9        | 1920             | 1080               | 2.074       |
| WUXGA    | 16:10       | 1920             | 1200               | 2.304       |
| QWXGA    | 16:9        | 2048             | 1152               | 2.359       |
| QHD      | 16:9        | 2560             | 1440               | 3.686       |
| N/A      | ≈21:9       | 3440             | 1440               | 4.954       |
| 4K UHD   | 16:9        | 3840             | 2160               | 8.294       |

През последните години съотношението 16:9 става по-често при дисплеите на преносими компютри. 1366×768 (HD) става популярен за повечето евтини преносими компютри, докато 1920×1080 (FHD) и по-висока разделителна способност са достъпни за по-скъпите преносими компютри.
Когато разделителната способност на компютърния дисплей е зададена по-висока от физическата разделителна способност на екрана (естествена разделителна способност), някои видео драйвери правят виртуалния екран да се превърта над физическия екран, като по този начин реализира двуизмерен виртуален работен плот с неговия прозорец за изглед. Повечето производители на LCD дисплеи отбелязват естествената разделителна способност на панела, тъй като работата в неестествена разделителна способност върху LCD дисплеите ще доведе до по-лошо изображение, поради падане на пиксели, за да се направи изображението подходящо (при използване на DVI) или недостатъчно вземане на проби от аналоговия сигнал (когато използвате VGA конектор). Малко производители на CRT ще цитират истинската естествена разделителна способност, тъй като CRT имат аналогов характер и могат да променят дисплея си от 320×200 (емулация на по-стари компютри или игрови конзоли) до толкова високо, колкото позволява вътрешната платка, или изображението става твърде детайлен, за да може вакуумната тръба да се пресъздаде (т.е. аналогово размазване). По този начин CRT предлагат променливост в разделителната способност, която LCD дисплеите с фиксирана разделителна способност не могат да осигурят.

### Филмова индустрия
Що се отнася до цифровата кинематография, стандартите за разделителна способност на видеото зависят първо от съотношението на кадрите във филмовия материал (което обикновено се сканира за междинна цифрова постпродукция), а след това от действителния брой точки. Въпреки че няма уникален набор от стандартизирани размери, в киноиндустрията е обичайно да се споменава „nK“ качество на изображението „nK“, където n е (малко, обикновено дори) цяло число, което се превръща в набор от действителни разделителни способности в зависимост от формата на филма. Като справка считайте, че за съотношение 4:3 (около 1,33:1), което се очаква филмовата рамка (без значение какъв е нейният формат) да се впише хоризонтално, n е множителят на 1024, така че хоризонталната разделителна способност е точно 1024 • n точки. Например 2K референтната резолюция е 2048×1536 пиксела, докато 4K референтната резолюция е 4096×3072 пиксела. Независимо от това, 2K може да се отнася и за резолюции като 2048×1556 (пълна бленда), 2048×1152 (HDTV, съотношение на страните 16:9) или 2048×872 пиксела (Cinemascope, 2,35:1 съотношение). Заслужава да се отбележи, че макар че разделителната способност на кадъра може да бъде например 3:2 (720×480 NTSC), това не е това, което ще видите на екрана (т.е. 4:3 или 16:9 в зависимост от предвидения аспект съотношение на оригиналния материал).

## Телевизия

### Текущи стандарти
Телевизиите са със следните резолюции:
- Телевизия със стандартна разделителна способност (SDTV):
  - 480i (NTSC-съвместим цифров стандарт, използващ две преплетени полета от по 243 реда всяко)
    - 576i (PAL-съвместим цифров стандарт, използващ две преплетени полета от по 288 реда всяко)
- Телевизия с подобрена разделителна способност (EDTV):
  - 480p (720 × 480 прогресивно сканиране)
    - 576p (720 × 576 прогресивно сканиране)
- Телевизия с висока разделителна способност (HDTV):
  - 720p (1280 × 720 прогресивно сканиране)
    - 1080i (1920 × 1080 разделени на две преплетени полета от 540 реда)
      - 1080p (1920 × 1080 прогресивно сканиране)
- Телевизия с ултра висока разделителна способност (UHDTV):
  - 4K UHD (3840 × 2160 прогресивно сканиране)
  - 8K UHD (7680 × 4320 прогресивно сканиране)